# Viktor Arvidsson
Viktor Arvidsson (Skellefteå, Suecia, 8 de abril de 1993), apodado Arvi, es un jugador profesional sueco de hockey sobre hielo que se desempeña en la posición de extremo izquierdo en Los Angeles Kings, equipo de la National Hockey League (NHL).

## Carrera
Fue seleccionado en la cuarta ronda en la NHL Entry Draft de 2014. Hizo su debut profesional con el equipo Nashville Predators, en el cual jugó siete temporadas (2014-2021), después pasó a Los Angeles Kings, donde lleva jugando tres temporadas.